# Венчик (кухонная утварь)

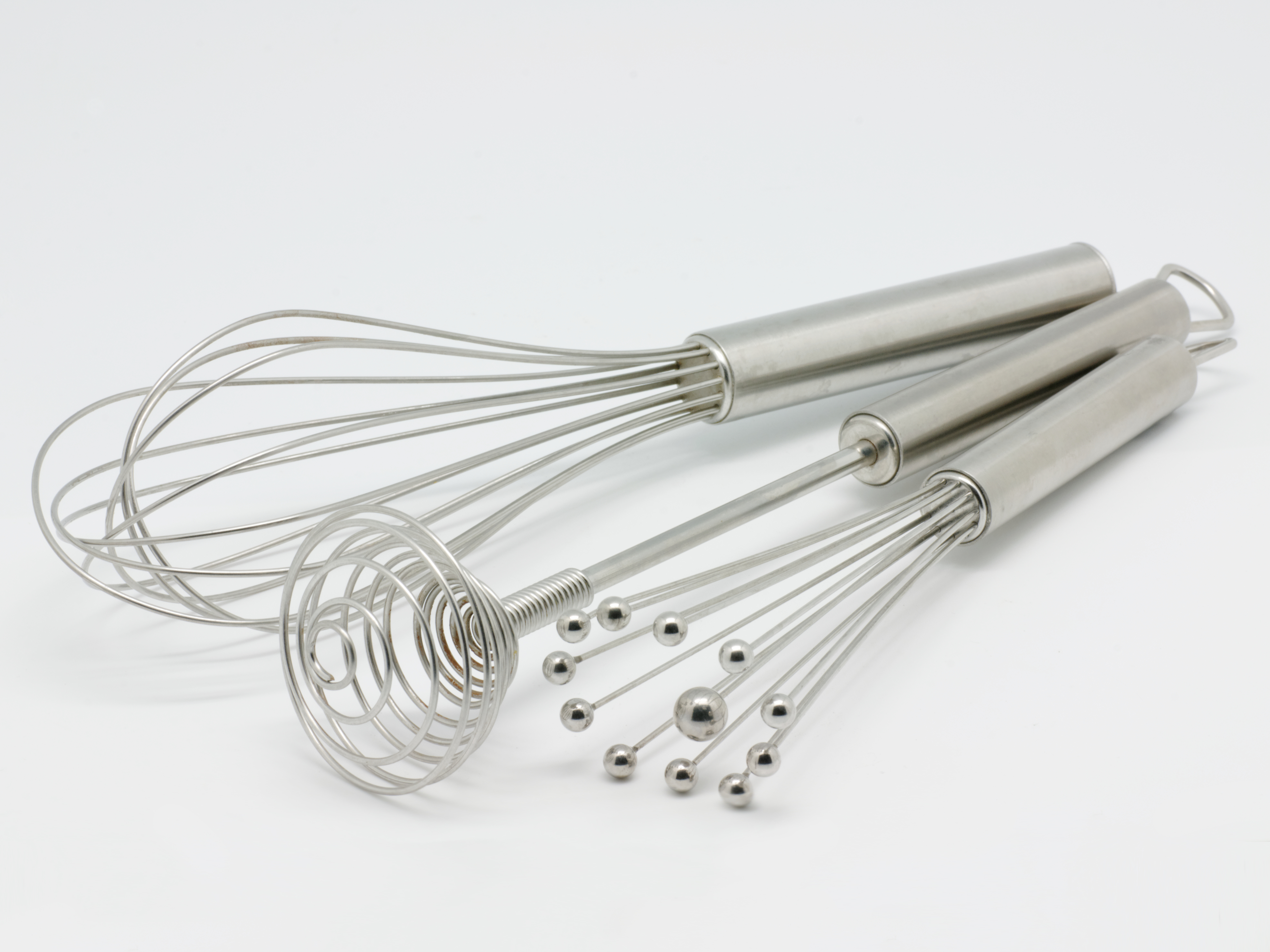
Металлические ручные венчики разной конструкции

Венчик, или венчик-взбивалка — ручное приспособление для взбивания крема, мусса и т. п. в виде металлической спирали, насаженной на ручку. Такой тип взбивалки должен оставаться в ёмкости, и взбивание производится посредством вертикального поступательного движения рукоятки.
Чаще всего используется при изготовлении кондитерских изделий и выпечки, а также в кулинарных рецептах, предусматривающих применение яичного белка или желтка, или того и другого вместе. Венчик может оказаться незаменимым при изготовлении молочных или изысканных алкогольных коктейлей с эффектной пенной структурой.
Венчик неудобен для обычного перемешивания жидкостей.
Сменная насадка электрических ручных и настольных миксеров для взбивания яичных белков, крема и т. д., также называется венчиком. Аналогичные венчики могут быть в комплектации насадок ручных блендеров и кухонных комбайнов, а также у капучинаторов.

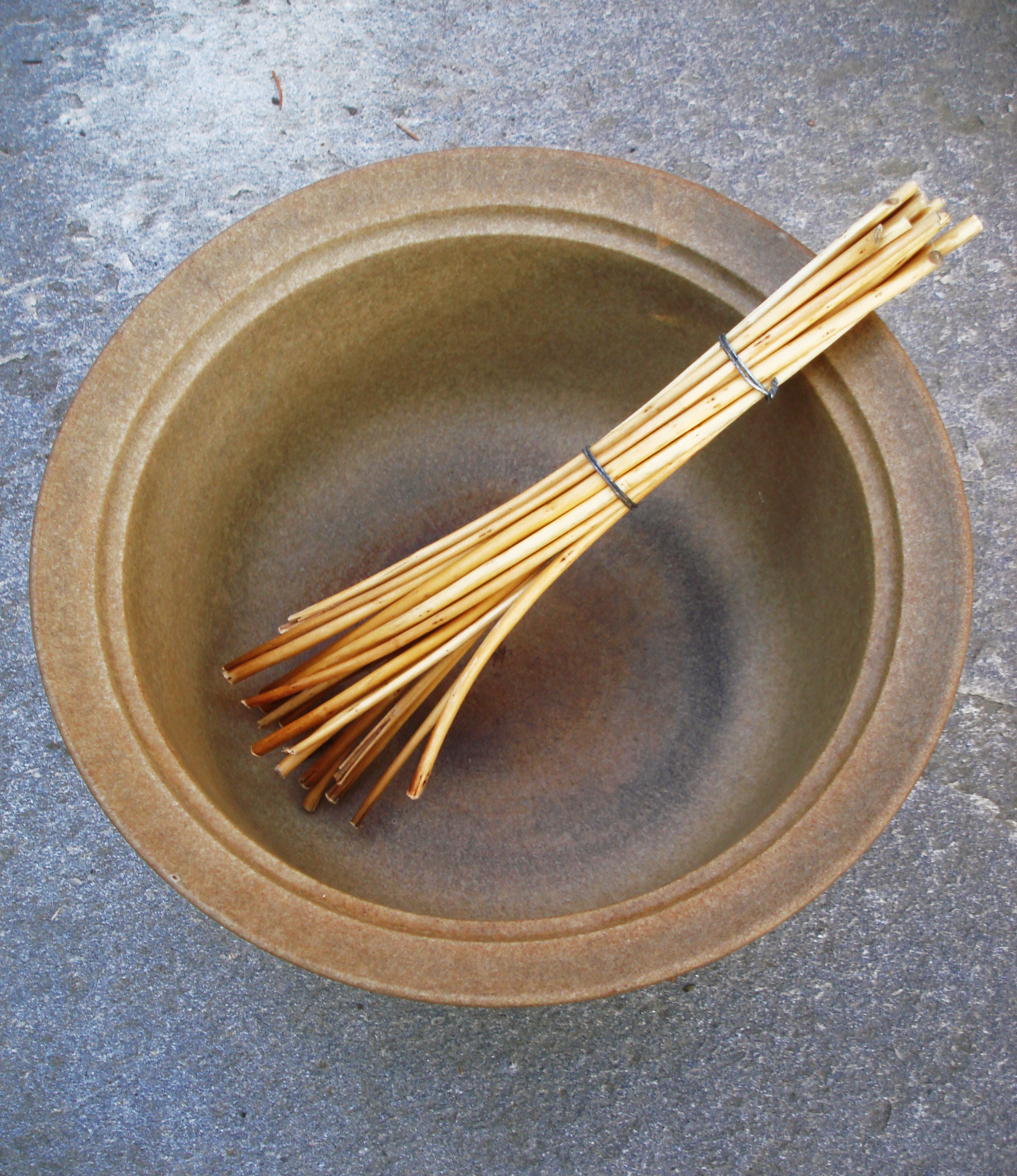
Деревянный венчик
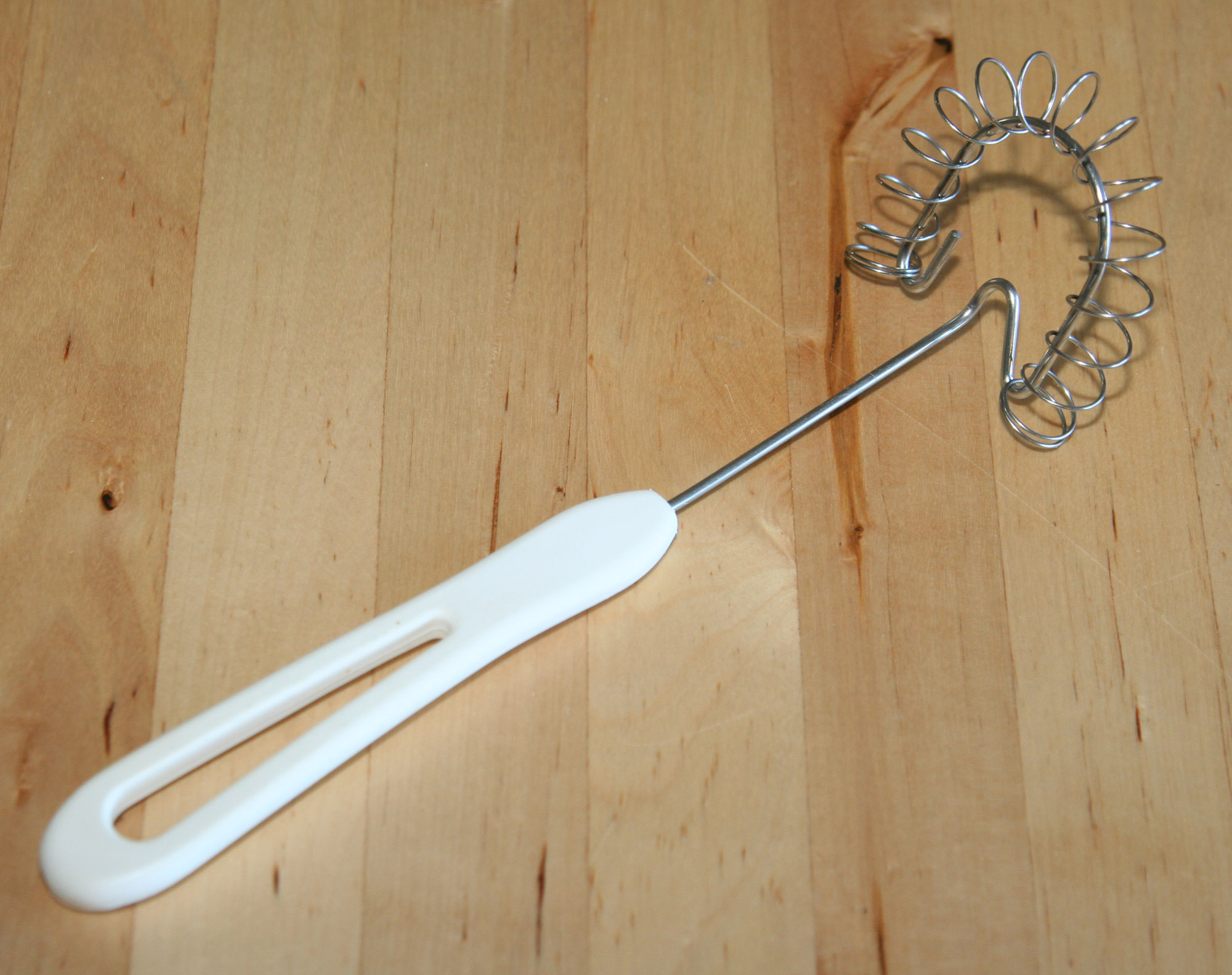
Пружинный металлический ручной венчик
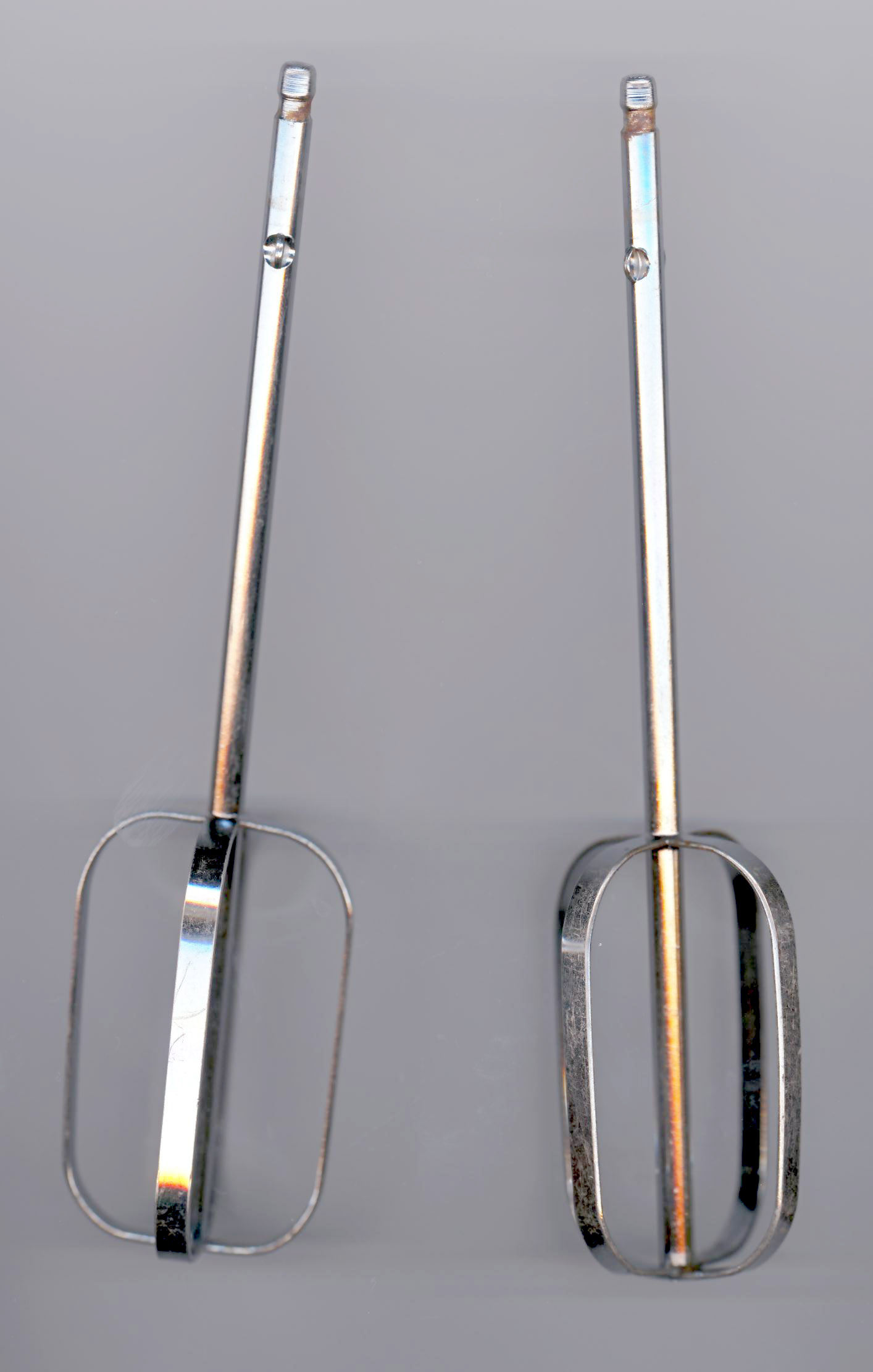
Парные сменные венчики ручного электрического миксера
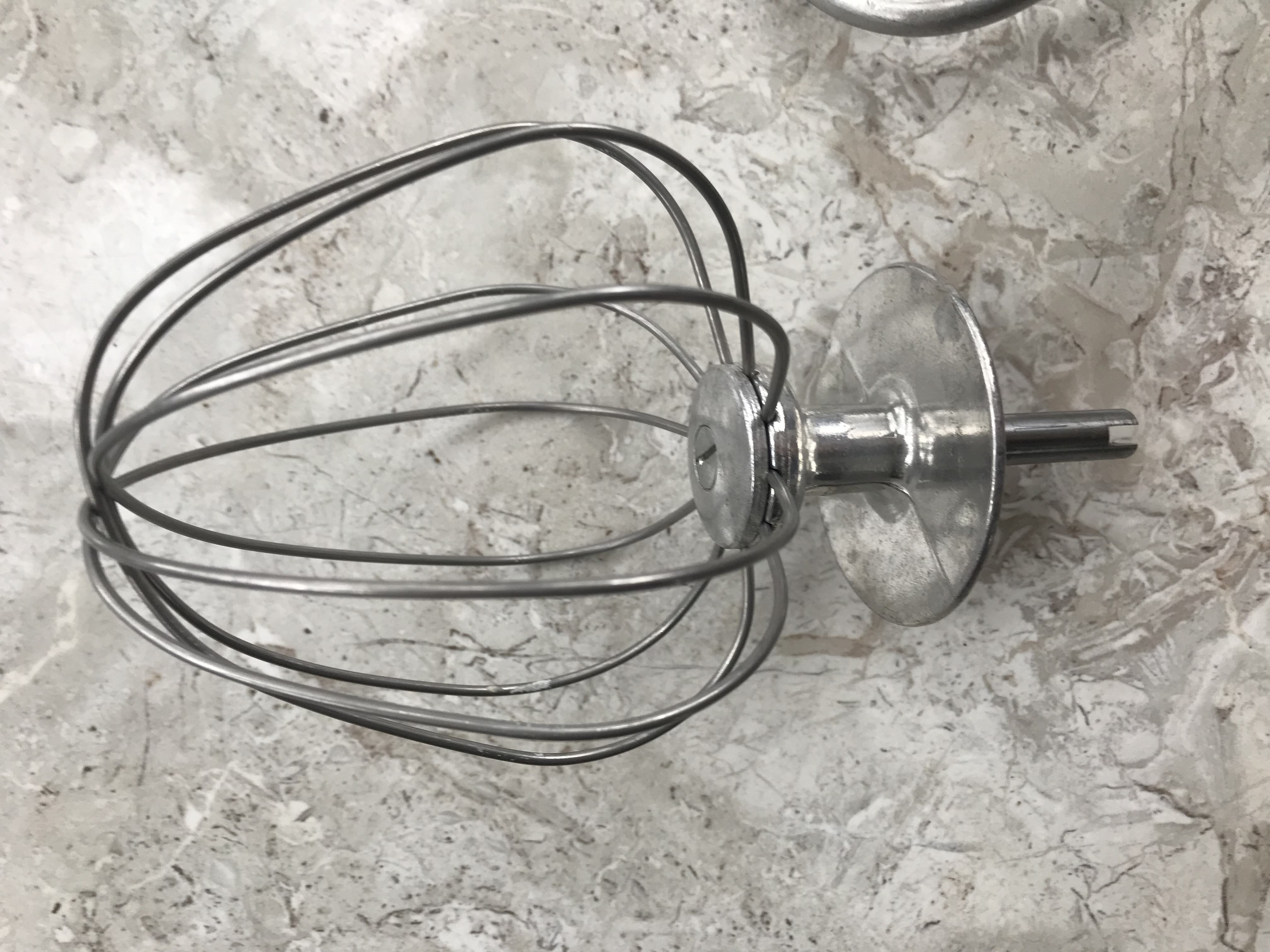
Сменный венчик бытового планетарного миксера